# Brná (Věžná)
Brná (německy Birna) je malá vesnice, část obce Věžná v okrese Pelhřimov. Nachází se asi 1,5 km na jihozápad od Věžné. V roce 2009 zde bylo evidováno 25 adres. V roce 2001 zde trvale žilo 43 obyvatel.
Brná je také název katastrálního území o rozloze 2,75 km2.

## Fotogalerie

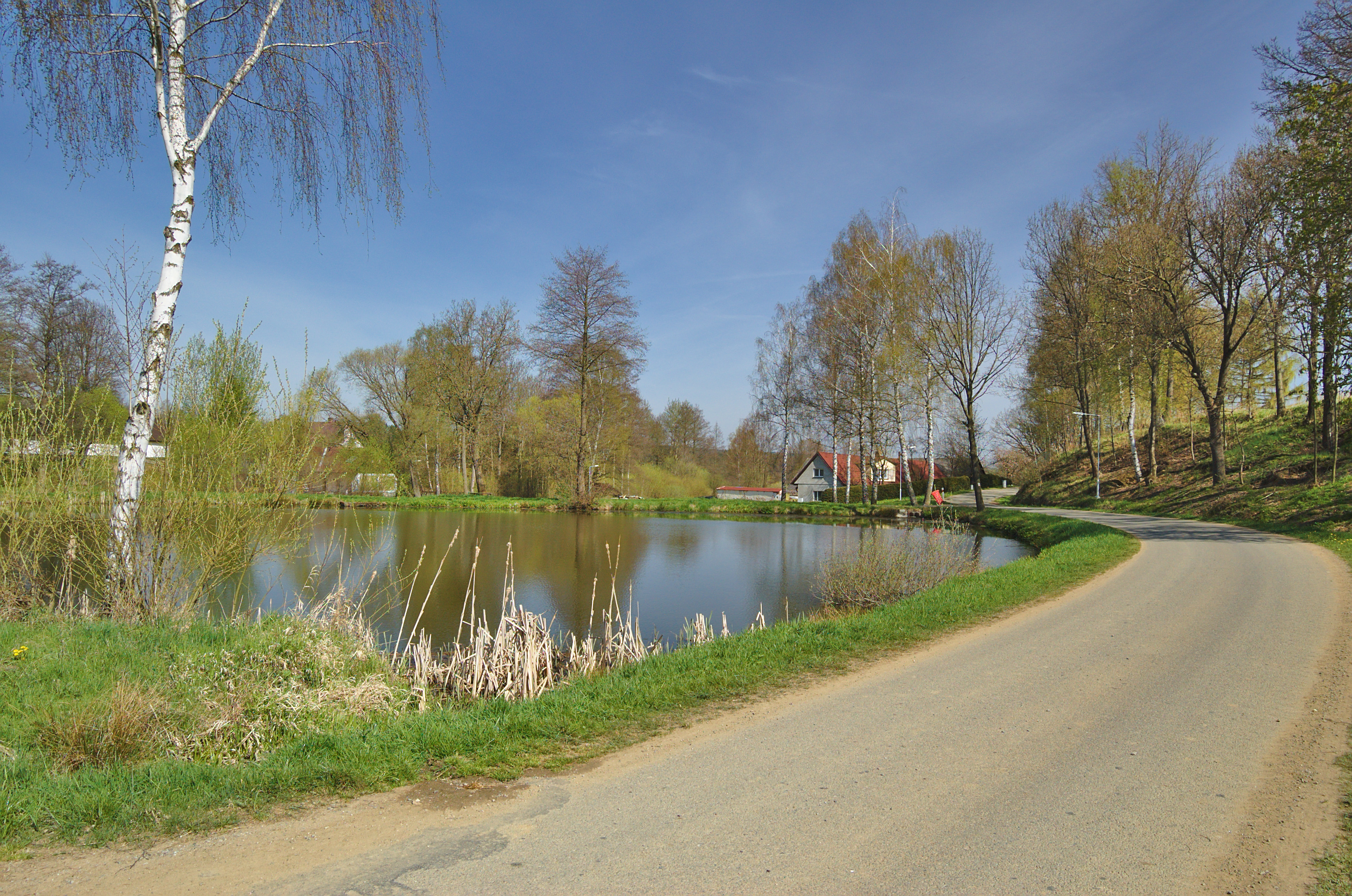
Rybník